# Predators (jeu vidéo)
Predators (titre complet : Robert Rodriguez presents Predators) est un jeu vidéo d'action développé par Angry Mob Games et édité par Fox Digital Entertainment, sorti en 2010 sur iOS et Android.
Il est adapté du film Predators, troisième film de la saga Predator.

## Accueil
- IGN : 8,5/10 [1]
- Pocket Gamer : 7/10 [2].
- TouchArcade : « Une adaptation fidèle » (Peter Lettieri)[3]